# Limnophila sesquivena
Limnophila sesquivena är en tvåvingeart som beskrevs av Alexander 1956. Limnophila sesquivena ingår i släktet Limnophila och familjen småharkrankar. Inga underarter finns listade i Catalogue of Life.